# Cyclodictyon krauseanum
Cyclodictyon krauseanum là một loài rêu trong họ Pilotrichaceae. Loài này được (Hampe & Lorentz) Kuntze mô tả khoa học đầu tiên năm 1891.